# Henry Montgomery (jurist)
John Henry Alexander Montgomery, född 3 augusti 1927 i Skövde, död 15 maj 2010 i Oscars församling i Stockholm, var en svensk jurist och kammarrättspresident.
Henry Montgomery studerade juridik vid Uppsala universitet, blev jur.kand. 1951, gjorde tingstjänstgöring 1952–1954 och blev fiskal i Svea hovrätt 1955. Han var tingssekreterare i Södra Roslags domsaga 1957–1958, adjungerad ledamot i Svea hovrätt 1959–1961 och blev assessor 1961. Montgomery blev notarie med sekreterargöromål i tredje lagutskottet i riksdagen 1961 och sekreterare där 1962, var sekreterare i Lagberedningen 1963–1966 för att sedan själv vara ledamot av Lagberedningen 1966–1970. Han var chef för Domstolsväsendets organisationsnämnds kansli 1971–1973 och vice ordförande i dess styrelse 1971–1975. Henry Montgomery utsågs till lagman i Stockholms tingsrätt 1973, var statssekreterare i Justitiedepartementet 1976–1979 samt var president i Kammarrätten i Stockholm 1979–1994.
Henry Montgomery var son till överstelöjtnanten John Montgomery-Cederhielm och dennes hustru Ebba, född Silfverstolpe. Han var från 1952 gift med Barbro Söderberg (1930–2021), dotter till generalkonsul Ragnar Söderberg och Ingegerd, född Wallenberg. De hade döttrarna Caroline, född 1956, Charlotte, född 1958, och Alexandra, född 1967. Henry var primus praeses (dvs hedersmedlem) i det tvärvetenskapliga samfundet Societas Ad Sciendum. Han är gravsatt på Galärvarvskyrkogården i Stockholm.

## Utmärkelser
- Serafimermedaljen (1998)[5]
- H.M. Konungens medalj i guld av 12:e storleken med Serafimerordens band (1989)[6]
- Kommendör av Nordstjärneorden, 3 december 1974.[7]